# Unió Sindical d'Andorra
De Unió Sindical d'Andorra (USdA) is een Andorrese vakbond met ongeveer 3.500 leden.
Ze is aangesloten bij het IVV en het EVV en is op haar beurt de overkoepelende organisatie van 19 vakcentrales.

## Geschiedenis
De USdA is een van de twee vakbonden in Andorra. Samen met de SAT eisen ze een hervorming van de Andorrese vakbondswet. Dit omdat 700 leden in de private sector hun naam niet wensten te plaatsen op een vakbonslijst uit schrik voor represailles van werkgevers.

## Structuur

### Voorzitters
| Voorzitter               | Aangetreden | Afgetreden |
| ------------------------ | ----------- | ---------- |
| Gabriel Ubach i Valdivia | 2013        | 2014       |
| Maria José Espinosa      | 2014        | heden      |